# NGC 1283
NGC 1283 este o galaxie activă situată în constelația Perseu. A fost descoperită în 23 octombrie 1884 de către Guillaume Bigourdan⁠(d). Se află la o distanță de 76,56 de megaparseci de Pământ.